# Sankt Johannes Kirke (Als)
 For alternative betydninger, se Sankt Johannes Kirke. (Se også artikler, som begynder med Sankt Johannes Kirke)
Sankt Johannes Kirke – også kaldet Kegnæs Kirke – ligger i Sønderby på halvøen Kegnæs, Als.
Kirken blev opført i 1615 af hertug Hans den yngre af Sønderborg. Grundstenen blev nedlagt 24. juni, sankthans, og kirken er derfor opkaldt efter Johannes Døberen.
Byggestilen er en efterligning af den gamle romanske stil. Kirken er bygget på en kampstengrund og murene er røde munkesten som i nutiden er hvidkalket. Kirkebygningen består af kor og skib med tårn i vest og tag af røde teglsten.
Lofterne er overalt bjælkelofter. I tårn og skib formodenligt de oprindelige, mens loftet i koret er fornyet ved senere restaureringer. Kor og Tårnbue er runde.
I 1646 blev târnrummet indlemmet i selve kirkerummet og forsynet med bænke og i 1695 blev vâbenhuset på sydsiden bygget. l de nœste 200 år var indgangen til kirken gennem vâbenhuset.
Ved restaureringen i 1899 til 1903 blev indgangen igen som oprindeligt gennem tårnrummet.
I våbenhuset står flere gravsten over begravede inde i kirken. Den sidste begravelse inde i kirken fandt sted i 1785. Det var ejeren af Nygård, der købte sig retten til at blive begravet inde i kirken.
Kirken er restaureret og istandsat flere gange. Den fik en gennemgribende restaurering fra 1851 til 1852 og fra 1899 til 1903. 1952 blev nordpulpituret fjernet og der blev indlagt elvarme.
1986 blev kirken udsat for en brand og blev bagefter istandsat.
I 2001 fik kirken et nyt tegltag og i 2007 et nyt varmeanlæg, nye fliser i midtergangen og nordfacadens vinduer blev genåbnet.

## Inventar
En del af kirkens inventar stammer fra den efter reformationen forsvundne Sct. Nicolaj Kirke i Sønderborg. Kirkens gulve og bænke er fra 1900.
Altertavlen er en gotisk skabstavle med sidefløje fra omkring 1450. Motivet er vandringen til Golgata, hvor Jesus er ved at segne under korsets byrde, og hvor Simon af Kyrene er parat til at gribe korset. På sidefløjenes bagside er der billeder, som på visse tider af kirkeåret kunne danne et nyt alterbillede. På altertavlen er der flere andre bibelske billeder, kobberslangen i ørkenen, lsaks ofring, Kristus som den gode hyrde, apostlen Peter, Kristus med sejrsfanen.
Prædikestolen er fra Sct. Nicolaj Kirke, men himlen over den er en gave til kirken fra Johan Heinrich Kayser, Thüringen år 1683. Timeglasset på prœdikestolen tæller hele og halve timer. Alterskranken er femsidet og fra 1694. Den har rige udskæringer og på indgangslågen er der udskåret et krucifiks.
Votivskibet er en model af skoleskibet København. Skibet er bygget af en beboer på Kegnæs og skænket til kirken i 1938.